# Darwin (Einheit)
Das Darwin, benannt nach dem britischen Naturforscher Charles Darwin, ist eine Einheit, die in der Evolutionsforschung verwendet wird. Sie wurde von J. B. S. Haldane 1949 definiert.
Definiert ist das Darwin als Änderung eines Merkmals um den Faktor e (etwa 2,718) über den Zeitraum von 1 Million Jahren.

## Gleichung
Die Gleichung für die Berechnung der evolutionären Änderung {\displaystyle r} lautet:
{\displaystyle r={\frac {\ln X_{2}-\ln X_{1}}{\Delta t}}}
wo {\displaystyle X_{1}} und {\displaystyle X_{2}} Start- und Endwerte der Merkmale und {\displaystyle \Delta t} die Änderung der Zeit in Millionen von Jahren ist. Eine alternative Form der Gleichung ist:
{\displaystyle r={\frac {\ln \left({\frac {X_{2}}{X_{1}}}\right)}{\Delta t}}}
Da die Differenz zwischen zwei natürlichen Logarithmen ein dimensionloses Verhältnis ist, kann das Merkmal in jeder Einheit gemessen werden. Auch aus diesem Grund ist das Darwin eine spezielle Form des inversen mega-annum ({\displaystyle \mathrm {Ma^{-1}} }).